# Synchlora stollaria
Synchlora stollaria är en fjärilsart som beskrevs av Achille Guenée 1858. Synchlora stollaria ingår i släktet Synchlora och familjen mätare. Inga underarter finns listade i Catalogue of Life.